# تپه رمضان خان
تپه رمضان خان در شهرستان بوئین‌زهرا، روستای حسین‌آباد واقع شده و این اثر در تاریخ ۵ آذر ۱۳۸۰ با شمارهٔ ثبت ۴۴۱۶ به‌عنوان یکی از آثار ملی ایران به ثبت رسیده است.